# Andy Pelmard
Andy Joseph Pelmard (Nizza, 12 marzo 2000) è un calciatore francese, difensore del Clermont Foot.

## Biografia
È originario della Guadalupa e, da parte di madre, del Madagascar.
Il 18 dicembre 2024, al termine della cena di squadra del Lecce, viene bloccato, in stato di ebbrezza, dagli agenti della polizia, avendo attraversato più volte il centro di Lecce a forte velocità alla guida di una Mercedes, percorrendo anche un tratto pedonale, e non essendosi fermato a un primo alt. A seguito dell'accaduto gli viene ritirata la patente e viene messo fuori rosa dal club salentino.

## Caratteristiche tecniche
Terzino sinistro fluidificante, è dotato di grande accelerazione, unita a una buona tecnica, e può essere impiegato su entrambe le fasce.

## Carriera

### Nizza e Basilea
Cresciuto nel settore giovanile del Nizza, esordisce in prima squadra il 23 febbraio 2019 disputando l'incontro di Ligue 1 perso 1-0 contro l'Amiens.
Il 20 luglio 2021 viene ceduto in prestito agli svizzeri del Basilea. Nella stagione del prestito totalizza 33 presenze in campionato. Il 4 febbraio 2022 viene riscattato dal Basilea per 4 milioni di euro. Nel 2022-2023 totalizza 33 presenze in campionato e raggiunge le semifinali della Conference League.

### Clermont Foot e prestiti
Dopo aver messo a referto 116 presenze con il club svizzero, con un gol segnato, il 12 luglio 2023 si trasferisce al Clermont Foot, compagine della Ligue 1 francese.
L'11 agosto 2024, si trasferisce in prestito al Lecce, in Serie A, con diritto di riscatto commutabile in obbligo al verificarsi di determinate condizioni. Esordisce con i pugliesi il 21 settembre, subentrando ad Antonino Gallo nel finale della partita casalinga pareggiata per 2-2 col Parma. Il 19 dicembre, a seguito del ritiro della patente per guida in stato di ebbrezza e per non aver rispettato i limiti di velocità, viene messo fuori rosa.
Il 20 gennaio 2025 il club salentino comunica di aver risolto anticipatamente il contratto con il calciatore, che, tornato al Clermont, viene contestualmente ceduto in prestito al Las Palmas, in Primera División.

## Statistiche

### Presenze e reti nei club
Statistiche aggiornate al 20 gennaio 2025.
| Stagione        | Squadra         | Campionato      | Campionato | Campionato | Coppe nazionali | Coppe nazionali | Coppe nazionali | Coppe continentali | Coppe continentali | Coppe continentali | Altre coppe | Altre coppe | Altre coppe | Totale | Totale | Totale |
| Stagione        | Squadra         | Comp            | Pres       | Reti       | Comp            | Pres            | Reti            | Comp               | Pres               | Reti               | Comp        | Pres        | Reti        | Pres   | Reti   |        |
| --------------- | --------------- | --------------- | ---------- | ---------- | --------------- | --------------- | --------------- | ------------------ | ------------------ | ------------------ | ----------- | ----------- | ----------- | ------ | ------ | ------ |
| 2017-2018       | Nizza 2         | N2              | 16         | 0          | -               | -               | -               | -                  | -                  | -                  | -           | -           | -           | 16     | 0      |        |
| 2018-2019       | Nizza 2         | N2              | 18         | 0          | -               | -               | -               | -                  | -                  | -                  | -           | -           | -           | 18     | 0      |        |
| 2019-2020       | Nizza 2         | N3              | 3          | 0          | -               | -               | -               | -                  | -                  | -                  | -           | -           | -           | 3      | 0      |        |
| Totale Nizza 2  | Totale Nizza 2  | Totale Nizza 2  | 37         | 0          |                 | -               | -               |                    | -                  | -                  |             | -           | -           | 37     | 0      |        |
| 2018-2019       | Nizza           | L1              | 4          | 0          | CF+CdL          | 0               | 0               | -                  | -                  | -                  | -           | -           | -           | 4      | 0      |        |
| 2019-2020       | Nizza           | L1              | 10         | 0          | CF+CdL          | 1+0             | 0               | -                  | -                  | -                  | -           | -           | -           | 11     | 0      |        |
| 2020-2021       | Nizza           | L1              | 19         | 0          | CF              | 1               | 0               | UEL                | 4                  | 0                  | -           | -           | -           | 24     | 0      |        |
| Totale Nizza    | Totale Nizza    | Totale Nizza    | 33         | 0          |                 | 2               | 0               |                    | 4                  | 0                  |             | -           | -           | 39     | 0      |        |
| 2021-2022       | Basilea         | SL              | 33         | 0          | CS              | 1               | 0               | UECL               | 13                 | 0                  | -           | -           | -           | 47     | 0      |        |
| 2022-2023       | Basilea         | SL              | 34         | 0          | CS              | 5               | 0               | UECL               | 19                 | 0                  | -           | -           | -           | 58     | 0      |        |
| Totale Basilea  | Totale Basilea  | Totale Basilea  | 67         | 0          |                 | 6               | 0               |                    | 32                 | 0                  |             | -           | -           | 105    | 0      |        |
| 2023-2024       | Clermont Foot   | L1              | 34         | 0          | CF              | 2               | 0               | -                  | -                  | -                  | -           | -           | -           | 36     | 0      |        |
| 2024-gen. 2025  | Lecce           | A               | 3          | 0          | CI              | 1               | 0               | -                  | -                  | -                  | -           | -           | -           | 4      | 0      |        |
| Totale carriera | Totale carriera | Totale carriera | 174        | 0          |                 | 11              | 0               |                    | 36                 | 0                  |             | -           | -           | 221    | 0      |        |